# هوانغ بو يو
هوانغ بو يو هو ممثل سنغافوري، ولد في 4 أكتوبر 1990.

## وصلات خارجية
- هوانغ بو يو على موقع IMDb (الإنجليزية)